# Hijerarhija
Hijerarhija, u zajednicama, stupnjevanje vlasti, činova i dostojanstava na osnovi podređenosti-nadređenosti. Postoji u društvenih životinja i ljudi.

## Kod životinja
Neke su životinje samotnjaci i brinu se za sebe, dok se neke okupljaju u zajednice u kojima postoje hijerarhijski odnosi:
- čopor (omanja zajednica sisavaca)
- krdo (veća zajednica sisavaca)

- jato (zajednica ptica; inače vrlo velika)
- plova (zajednica riba; veličina ovisi o vrsti)

- roj (zajednica kukaca; inače vrlo velika).

Zajednice najčešće imaju sljedeće stupnjeve:
- alfa jedinka (mužjak, ženka ili par; najviše pozicionirani)
- beta jedinka (mužjak, ženka ili par; prijatelj alfe, odgajatelj mladunaca)
- ostali članovi
- omega jedinka (mužjak, ženka ili par; najniže pozicionirani)

Položaj se dobiva najčešće fizičkom superiornošću.
Alfa par je najčešće jedini reproduktivni u zajednici. Alfe vode zajednicu i imaju najviše sloboda. Prvi idu i jedu. Omege zadnji jedu i podređene su svim ostalim članovima zajednice.
U nekih životinja postoji dominantni spol.
Neke imaju u hijerarhiji samo alfu i ostale, a ogromna krda savanskih biljoždera nemaju hijerarhije.

## Kod ljudi
U ljudskom društvu najizraženije su sljedeće hijerarhije: obiteljska, vojna, religijska i državna. Također različita društva imaju dominantni spol, no takvih je sve manje.
Obiteljska hijerarhija postoji u društvima s dominantnim spolom. U razvijenim civilizacijama najčešće je poglavar otac, pater familias. Slijede majka i djeca, često i obrnuto.
Vojna je najistaknutija jer u njoj postoji mnogo različitih stupnjeva. Vrhovni je zapovjednik najčešće poglavar države, slijede načelnik glavnog štaba i general. Niži stupnjevi nisu toliko izraženi.
Religijska je također vrlo istaknuta. Tako recimo Rimokatolička Crkva ima papu, kardinale, nadbiskupe, biskupe i svećenike. Tu su i redovnici, ministranti, đakoni, župnici itd. Mnoge protestantske crkve nemaju striktnu hijerarhiju.
Državnu je u prošlosti najčešće činila stupnjevana aristokracija na čelu s monarhom, dok danas postoji najčešće predsjednik (rjeđe monarh), vlada i skupština. 

### Vrste odnosa
- nadređeni postavljaju podređene na određene pozicije
- nadređeni zapovijedaju podređenima na naprave određene poslove i zadatke
- nadređeni nadziru podređene
- nadređeni pozivaju na odgovornost i kažnjavaju podređene